# Відцентровий концентратор
Відцентровий концентратор — збагачувальний (сепараційний) апарат. Належить до гравітаційних процесів збагачення корисних копалин.

Схема концентратора: 1 — жолоб відводу концентрату; 2 — кільцеві жолобки (рифлі); 3 — чаша концентратора; 4 — отвори для подачі води; 5 — водяна сорочка; 6 — труба живлення

Конструктивні особливості розпушення мінеральної постілі в концентраторі: а — за рахунок зворотно-поступальних гармонічних коливань корпусу барабана; б — за допомогою ножів; в — за допомогою струменів води, які подаються на поверхню пульпи, що обертається; г — за рахунок зміни радіусу поверхні чаші (плаваюча постіль); д — за допомогою вібрації чаші; е — за рахунок подачі води під тиском зовнішньої сторони чаші через отвори в ній.

Застосовується для видобутку золота з початку минулого століття, проте поширення набули тільки в кінці ХХ — на початку ХХІ ст., завдяки зусиллям і винаходам, які зробив Байрон Нельсон (Byron Knelson).

## Історія
В кінці ХХ ст. було розроблено перші конструкції безнапірних відцентрових концентраторів, що відкрило нові можливості у гравітаційному збагаченні. Успішне та широке застосування цих апаратів на гірничо-збагачувальних підприємствах підтвердило високу перспективність проведення подальших досліджень та нових конструкторських розробок у цьому напрямку. Перший Концентратор Knelson був розроблений Byron Knelson в 1978 році
Відцентровий концентратор з розпушенням постілі скребками з'явився на ринку збагачувального обладнання на початку 1980-х років в Австралії. Ступінь концентрації важких мінералів в такому сепараторі сягала 100—600. Вилучення мінералів густиною понад 8000 кг/м3 та крупністю –2+0,2 мм — до 80 %. Серйозним недоліком в конструкції сепаратора, і насамперед в способі розпушення постілі, є те, що навіть невеликі прискорення (10-15 g), які накладаються на потік пульпи, спресовують матеріал в тій частині рифлів, куди не потрапляє скребок, до такого ступеню, що його доводиться вирубувати при розвантаженні концентрату. При цьому частина цінних компонентів втрачається.

## Конструкція. Принцип дії. Застосування
Конструкція включає власне центрифугу, в якій обладнані рифлі. Матеріал на рифлях постійно розпушується. Розпушування здійснюють різними способами — за допомогою коливної чаші (ротаційні сепаратори «РС» і «біжучої хвилі») або вібрацією (відцентрово — вібраційні концентратори ЦВК, ЦВКП) та ін. Нельсон запропонував розпушування постелі матеріалу струменями води, які надходять зі стінок чаші. У чаші між рифлями зроблені дрібні отвори, через які під тиском подається вода. Нині цей спосіб розпушування постелі є найбільш поширеним і застосовується в концентраторах «Нельсон», «Falkon», «Ітомакі».
Knelson концентратори використовуються в ряді золотих копалень, які експлуатуються AngloGold Ashanti, як Geita, Sunrise Dam і Serra Grande Gold Mine, а також Barrick Gold. Bulyanhulu Mine Gold в 2014 році AIM в списку Anglo Asian Mining встановлено концентратор Knelson на їх флагман шахту Gedabek в Західному Азербайджані.
Відцентрове поле в сепараторах чи концентраторах створюється за рахунок закручування потоку, що вільно подається в апарат, стінкою чаші, яка обертається. Необхідною умовою відцентрового збагачення мінералів у водному середовищі є наявність транспортного (змивного) потоку в напрямку, що не збігається з вектором сили відцентрового поля. У безнапірні відцентрові концентратори живлення подається вздовж осі обертання в центральну частину чаші апарата. Суспензія затягується у вимушений обертальний рух, утворюючи тривимірний спіральний потік. Матеріал розшаровується на всій уловлюючій поверхні обертання.
На рис. наведено схему конструкції відцентрового концентратора, яка пояснює принцип дії апарату. Розділення мінералів в такому концентраторі відбувається наступним чином. Пульпа по трубі живлення 6 подається в чашу 3 та опускається на дно. Під дією відцентрових сил частинки твердої фази витиснюються по внутрішніх стінках чаші до верху та послідовно заповнюють рифлі 2. Назустріч руху частинок з отворів 4 в рифлях подаються струминки води з водяної сорочки чаші 5. Подача води в чашу сепаратора дає ту перевагу, що живлення, концентрат та хвости менше ущільнюються, що запобігає замулюванню ліній розвантаження. Поєднання високої сили гравітаційного прискорення (від 60g до 200g) та оригінального процесу розпушування постілі водою забезпечують такій конструкції найвищу ступінь вилучення зерен важких мінералів. При цьому досягається максимальна ступінь скорочення, повна автоматизація і збереження концентрату (що важливо з огляду на високу вартість концентратів рідкісних металів). Коефіцієнт використання такого обладнання досягає 98 %.
Основні переваги відцентрових концентраторів в порівнянні з іншими гравітаційними апаратами збагачення: велика питома продуктивність; висока ступінь концентрації; високе вилучення дрібних і тонких частинок важких мінералів; можливість оперативного управління ступенем концентрації.
Численні конструкції безнапірних відцентрових концентраторів відрізняються різними технічними і технологічними параметрами. Вибір конструкції апарату, яка забезпечить високі показники розділення мінералів конкретного типу руди, та обґрунтування технічних і технологічних параметрів машини залишається на сьогодні не формалізованою процедурою.
Відомі декілька способів розпушення мінеральної постілі, якими відрізняються конструкції відцентрових концентраторів: — за рахунок зворотньо-поступальних гармонічних коливань корпуса — барабана, що обертається; — за допомогою спеціальних скребків; — за допомогою струменю води, що подається на поверхню пульпи, що обертається; — за допомогою вібрацій уловлюючого конуса; — за рахунок зміни радіуса поверхні уловлюючого конуса; — за рахунок подавання під тиском води із зовнішнього боку уловлюючого конуса через отвори в ньому.